# Niedersächsische Personen
Niedersächsische Personen lautet der Titel einer Online-Datenbank der Gottfried Wilhelm Leibniz Bibliothek – Niedersächsische Landesbibliothek (GWLB) in Hannover. Sie verzeichnet in Kurzform Angaben zu Biographien sowie Literaturquellen zu ungefähr 36.000 Personen, die laut der Bibliothek „durch Lebensort oder wissenschaftliche, geistig-kulturelle, politische oder andere Tätigkeiten einen signifikanten Bezug zu den Bundesländern Niedersachsen und Bremen haben.“
Die GWLB informiert auf ihren Internetseiten über Hintergründe und Details zu dieser Datenbank, wie unter anderem zu den Kriterien der Personenauswahl, den biographischen Angaben und zur Entstehung der Datenbank. Auf der Startseite mit der Suchmaske bekundet die Bibliothek zudem Interesse an der Vervollständigung der Daten und bietet für entsprechende Hinweise eine Kontakt-E-Mail-Adresse an.